# Linyphia limbata
Linyphia limbata là một loài nhện trong họ Linyphiidae.
Loài này thuộc chi Linyphia. Linyphia limbata được Frederick Octavius Pickard-Cambridge miêu tả năm 1902.